# Paul von Sick
Paul Friedrich Sick, ab 1855 von Sick, (* 17. Februar 1820 in Stuttgart; † 3. April 1859 ebenda) war ein königlich württembergischer Finanzrat.

## Leben
Paul Sick wurde als Sohn des Ökonomierat Karl Friedrich Sick und seiner Ehefrau Ernestine Jakobine geboren. Er absolvierte das Gymnasium in Stuttgart und studierte dann in Tübingen. 1843 legte er an der Universität Tübingen seine Dissertation mit dem Titel Übersichtliche Geschichte der Entstehung des ersten deutschen Zollvereins vor; sein Doktorvater war Johannes Fallati. Er bereiste Frankreich, England und Schottland, ehe er 1846 oder 1847 die Arbeit am Statistisch-Topographischen Bureau des Königreichs Württemberg aufnahm. 1858 wurde er Finanzrat. Als Vertreter Württembergs nahm er an den ersten statistischen Kongressen, die in Brüssel und Paris abgehalten wurden, teil. Seine Schriften wurden in den Württembergischen Jahrbüchern für vaterländische Geschichte publiziert; er illustrierte sie häufig mit Karten, aus denen sich schließlich eine Art statistischer Atlas Württembergs entwickelte. In der Schwäbischen Chronik erschien ein Nekrolog auf ihn. Sein Biograph Eberhard Emil von Georgii-Georgenau betonte: „Sein reiches Gemüth, sein Sinn für das Schöne erstarrte nicht unter den oft todten und ermüdenden Zahlenreihen, zwischen denen das Auge des Statistikers oft mit so viel Selbstverläugnung verweilen muss. Sein Haus wie sein Herz stand stets den Freunden offen, für die er keine Aufopferung scheute.“
Paul von Sick heiratete im Jahr 1849 die verwitwete Philippine Therese Honorate von Hövel, geb. von Huber-Liebenau. Aus erster Ehe hatte diese drei Kinder.

## Ehrung
1855 wurde Paul Sick mit dem Ritterkreuz des Ordens der Württembergischen Krone ausgezeichnet, wodurch er in den persönlichen Adelsstand (Nobilitierung) erhoben wurde.